# Ramaria subbotrytis
Clavaire rouge corail
Espèce
Ramaria subbotrytis est une espèce de champignons de la famille des Gomphaceae. Elle a été décrite pour la première fois sous le nom Clavaria subbotrytis par William Chambers Coker en 1923. Edred John Henry Corner l'a transférée au genre Ramaria en 1950.